# Associazione Sportiva Cittadella
A Associazione Sportiva Cittadella é um clube de futebol italiano da cidade de Cittadella que disputa a Serie C do Campeonato Italiano.
Fundada em 1973, obteve sua primeira promoção à Série B em 1999 após derrotar o PBAD Brescello nos playoffs, mantendo-se duas temporadas nessa divisão, até ser rebaixado em 2001. Retornou à Série B em 2008, após derrotar a Cremonese nos playoffs.
Seu estádio, o Estádio Pier Cesare Tombolato, possui capacidade para receber 7.623 espectadores. As cores do clube são grená e branco.

## Elenco atual
Última atualização: 27 de março de 2025.